# Membro final
Membro-final (também membro-extremo, membro terminal, termo-final ou termo-extremo) é a designação dada em mineralogia ao mineral cuja composição corresponde ao extremo de uma série mineral em termos de pureza da sua composição química. Os minerais geralmente podem ser descritos como soluções sólidas com composições variadas de alguns elementos químicos e não como substâncias com uma fórmula química exacta. Pode haver dois ou mais membros finais num grupo ou série de minerais.

## Descrição
POr exemplo, a forsterite (
Mg2SiO4) e a faialite (
Fe2SiO4) são dois membros-finais da série de soluções sólidas da olivina, variando o teor em 
Mg2+ e 
Fe2+ na sua composição química. Por isso, a fórmula química da olivina pode ser melhor expressada como 
Mg(2-x)FexSiO4 ou 
MgxFe(2-x)SiO4.
Como outro exemplo, o feldspato, um tectossilicato, pode ser descrito como uma solução sólida dos termos-finais K-feldspato [KAlSi3O8], albite [NaAlSi3O8] e anortite [CaAl2Si2O8]. Um feldspato específico pode ter quantidades variáveis de potássio (K), sódio (Na) e cálcio (Ca).